# Mymarommatidae
Die Mymarommatidae sind eine eigentümliche Familie winziger Hautflügler, vermutlich mit parasitoider Lebensweise in Insekteneiern. Vilhelmsen und Krogmann nannten sie "möglicherweise das rätselhafteste Taxon der Wespen". Die etwa 15 beschriebenen Arten sind weltweit verbreitet. Etwa genauso viele Arten sind als Fossilien in Bernstein gefunden worden.

## Beschreibung
Mymarommatidae sind winzige Wespen zwischen 0,3 und 0,8 Millimetern Körperlänge. Sie sind durch eine ganze Reihe morphologischer Eigentümlichkeiten unverwechselbar. Die Kopfkapsel der Tiere besteht aus zwei getrennten Teilen, die durch eine membranöse Unterbrechung hinter den Mandibeln getrennt sind. Der hintere Teil bildet eine senkrecht stehende Platte, der vordere Teil mit den Augen ist halbkugelförmig. Beide Teile können wie eine Ziehharmonika auseinandergezogen, oder ineinander geschoben werden. Letzteres ist aber möglicherweise ein Artefakt, das nur an toten Tieren auftritt. Die Mandibeln der Tiere sind auf der Außenseite gezähnt, sie klaffen so weit auseinander, dass sie im Leben nicht geschlossen werden können. Die übrigen Mundwerkzeuge sind rudimentär und funktionslos. Man nimmt an, dass diese Strukturen dem lebenden Tier dazu dienen, sich aus der Eihülle zu befreien. Durch den aufgeblähten Kopf würden die Mandibeln fest auf die Hülle gepresst, die sie so aufschneiden könnten. Am Kopf sitzen außerdem Komplexaugen aus fünf bis etwa 55 relativ großen Ommatidien, Punktaugen (Ocellen) können vorhanden sein oder fehlen. Die Fühler sind gekniet (hinter dem langen Basalglied abgeknickt) und beim Weibchen zur Spitze hin deutlich verbreitert (gekeult). Sie bestehen beim Weibchen aus neun bis elf, beim Männchen aus zwölf oder dreizehn Segmenten. Am Mittelabschnitt (Mesosoma) ist das Pronotum verkürzt und von oben nicht sichtbar. Auch das Metanotum ist verkleinert. Die seitlichen Abschnitte des Mittelsegments, das Metanotum und das Propodeum sind zu einer kompakten Struktur verschmolzen. Die Vorderflügel sind oval geformt und deutlich gestielt, sie sind von kurzen Haaren (Mikrotricha) bedeckt. Sie weisen anscheinend keine Adern auf. Bei genauer Betrachtung sind im stielförmigen Basalabschnitt allerdings Verstärkungen sichtbar, die sich mit etwas Phantasie mit dem typischen Flügelgeäder der Chalcidoidea (Erzwespen) homologisieren lassen. Die Hinterflügel sind rudimentär und winzig, sie bestehen nur aus einem schmalen und kurzen Lappen, der am Ende zwei kneifzangenartig angeordnete Borsten aufweist. Damit sind sie am lebenden Tier mit den Vorderflügeln fest verbunden. Auffallend ist, das die Membran der Flügel nicht durchgängig ist, sondern bei mikroskopischer Betrachtung eine deutlich genetzte Struktur aufweist, eine solche Bildungsweise ist innerhalb der Hautflügler einmalig. Die Beine weisen, wie bei den Legimmen weit verbreitet, einen zweigeteilten Schenkelring (Trochanter), also ein scheinbar zusätzliches Beinglied, den Trochantellus, auf. Die Sporne an den Schienen (Tibien) sind auf einen einzigen an den Vordertibien reduziert. Bei den Mymarommatidae sitzt der freie Hinterleib am Mesosoma mit einem Stielchen (Petiolus) an, der deutlich erkennbar aus zwei Segmenten besteht. Diese Bildungsweise ist bei den (rezenten) Hautflüglern ebenfalls einzigartig. Der restliche freie Hinterleib (oder Gaster) ist von großen und glatten Tergiten und Sterniten bedeckt, die schuppenförmig übereinander greifen. Er besteht aus sechs Segmenten. Der Legebohrer (Ovipositor) der Weibchen ist in Ruhelage im Hinterleib verborgen. Bei Benutzung wird die Hinterleibsspitze vermutlich abgespreizt und der Ovipositor gedreht, er wird dann nicht nach hinten, sondern auf der Bauchseite eingesetzt.

## Verbreitung
Die Familie ist weltweit verbreitet. Nachweise liegen auch von isolierten ozeanischen Inseln, darunter die Hawaii-Inseln und verschiedene subantarktische Inselgruppen, vor. In Europa ist nur eine Art bekannt: Mymaromma anomala. Die Art wurde auch in Deutschland gefunden.

## Lebensweise
Die Lebensweise der Mymarommatidae ist unbekannt. Von keiner Art liegen irgendwelche Beobachtungen an lebenden Tieren oder Nachweise von Entwicklungsstadien vor. Dies ist in Anbetracht der Größe der Tiere vielleicht nicht überraschend. Alle Bearbeiter vermuten allerdings, dass sie sich als Parasitoide im Inneren von Insekteneiern entwickeln. Einige Forscher versuchen in einer Art Indizienbeweis nahezulegen, dass die wahrscheinlichsten Wirte Eier von Staubläusen (Psocoptera) sind. Die Wespen werden im Sommerhalbjahr gefunden, die lange Beobachtungszeit legt die Existenz mehrerer Generationen nahe. Die zumindest anfänglich sehr seltene Funddichte ist sicherlich zu großen Teilen methodisch bedingt. Die besten Nachweise werden mit Gelbschalenfängen erzielt, danach ist sogar eine Art benannt worden (Mymaromma ypt, von engl. yellow pan trap).

## Systematik
Die Mymarommatidae werden aufgrund der zahlreichen morphologischen Eigentümlichkeiten in einer eigenen Überfamilie, den Mymarommatoidea, geführt. Die ersten Bearbeiter und Entdecker vermuteten, dass die Tiere zu den Mymaridae (Zwergwespen), einer weiteren Familie winziger Hautflügler, gehören, die Insekteneier parasitieren. Dies hat sich nicht bestätigt. Die Überfamilie gehört zu einer Entwicklungslinie der Hautflügler, die überwiegend Arten mit sehr geringer Körpergröße umfasst, den Proctotrupomorpha. Diese auch als „Mikrohymenopteren“ zusammengefassten Gruppen sind sehr artenreich, aber extrem schlecht erforscht. Schwestergruppe der Mymarommatoidea sind höchstwahrscheinlich die Erzwespen (Chalcidoidea). Diese Gruppierung wurde aufgrund morphologischer Merkmale aufgestellt, sie wird auch durch molekulare Studien gestützt.
Die Taxonomie der Mymarommatidae war bis zur Monographie von Gibson et al. verworren. Alle rezenten Arten wurden in die Gattung Palaeomymar einsortiert, die aufgrund einer fossilen Art aufgestellt wurde.
Heute sind folgende Gattungen anerkannt:
- Mymaromma,
- Mymaromella,
- Zealoromma, 2 Arten aus Neuseeland

## Fossilbeleg
Fossile Mymarommatidae liegen relativ zahlreich vor, ausschließlich als Einschlüsse (Inklusen) in Bernstein. Nachweise gibt es aus nahezu allen bedeutsamen Bernsteinlagerstätten. Viele Funde wurden erst nach 2000 publiziert. Die Familie existiert mindestens seit der Kreide. Einige der kreidezeitlichen Funde werden einer ausgestorbenen zweiten Familie zugeordnet (Gattung Galloromma, Familie Gallorommatidae). Problematisch ist die Stellung zu den Serphitidae, einer ebenfalls ausgestorbenen Familie. Die Serphitidae waren meist erheblich größer mit reichem Flügelgeäder, als einzige weitere Gruppe wiesen aber auch sie einen zweisegmentigen Petiolus auf. Während frühere Bearbeiter einen Zusammenhang für sehr spekulativ hielten und dieses Merkmal als mögliche Homoplasie ansahen, sind inzwischen Fossilien gefunden worden, die sich gut als mögliche Übergangsformen interpretieren lassen. Möglicherweise sind die Serphitidae damit die Stammgruppe der Mymarommatidae. Sollte sich dies bestätigen, müsste die dann gemeinsame Überfamilie aus Prioritätsgründen Serphitoidea genannt werden.

## Belege